# Szent Paraszkiva-fatemplom (Szolcsva)
A szolcsvai Szent Paraszkiva-fatemplom műemlékké nyilvánított épület Romániában, Hunyad megyében. A romániai műemlékek jegyzékében a  HD-II-m-A-03443 sorszámon szerepel.